# Tale e quale show - Il torneo (seconda edizione)
La seconda edizione di Tale e quale show - Il torneo (spin-off di Tale e quale show) è andata in onda dal 22 novembre fino al 6 dicembre 2013 su Rai 1 per 3 puntate in prima serata con la conduzione di Carlo Conti. Nell'ultima puntata la trasmissione ha battuto tutti i precedenti record di ascolto, con 7.181.000 telespettatori e il 30,01% di share.
Il vincitore è Attilio Fontana, già campione della terza edizione di Tale e quale show.

## Il  programma
Questo spin-off prevede una gara fra dieci vip, i primi tre classificati della prima edizione del torneo e primi sette classificati della terza edizione del programma, impegnati nell'imitazione di personaggi celebri del mondo della canzone, attraverso la reinterpretazione dei brani di questi ultimi dal vivo. Al termine della serata vengono sottoposti al giudizio di una giuria. Ogni giurato dichiara i suoi voti per ciascun concorrente al termine della puntata, assegnando da cinque a quattordici punti. Inoltre, ciascun concorrente in gara deve dare cinque punti a uno dei concorrenti, o a se stesso, che si sommano a quelli assegnati dalla giuria, determinando così la classifica della puntata. Ogni settimana si riparte poi dai punti accumulati dai concorrenti nelle puntate precedenti, arrivando poi al vincitore assoluto del programma, decretato all'ultima puntata attraverso il televoto.

## Cast

### Concorrenti

#### Uomini
| Concorrente     | Edizione di provenienza | Posizione |
| --------------- | ----------------------- | --------- |
| Amadeus         | 3ª                      | 3º        |
| Paolo Conticini | 2ª                      | 5º        |
| Giò Di Tonno    | 2ª                      | 1º        |
| Attilio Fontana | 3ª                      | 1º        |
| Fabrizio Frizzi | 3ª                      | 4º        |

#### Donne
| Concorrente        | Edizione di provenienza | Posizione |
| ------------------ | ----------------------- | --------- |
| Serena Autieri     | 1ª                      | 1º        |
| Fiordaliso         | 3ª                      | 8º        |
| Clizia Fornasier   | 3ª                      | 5º        |
| Roberta Lanfranchi | 3ª                      | 6º        |
| Silvia Salemi      | 3ª                      | 7º        |

### Giudici
La giuria è composta da:
- Loretta Goggi
- Christian De Sica
- Claudio Lippi

### Coach
Coach dei concorrenti vip sono:
- Silvio Pozzoli: vocal coach
- Daniela "Dada" Loi: vocal coach
- Pinuccio Pirazzoli: maestro d'orchestra e vocal coach
- Maria Grazia Fontana: vocal coach
- Emanuela Aureli: imitatrice
- Fabrizio Mainini: coreografo

## Puntate

### Prima puntata
| Ordine | Canzone e cantante imitato                         | Concorrente        | Punteggio |
| ------ | -------------------------------------------------- | ------------------ | --------- |
| 5      | Think - Aretha Franklin                            | Fiordaliso         | 79        |
| 6      | A muso duro - Pierangelo Bertoli                   | Giò Di Tonno       | 61        |
| 8      | Roxanne e Every Breath You Take - Sting            | Attilio Fontana    | 48        |
| 7      | Barbera e champagne - Giorgio Gaber                | Amadeus            | 40        |
| 4      | Adagio - Lara Fabian                               | Serena Autieri     | 38        |
| 2      | Romantica - Tony Dallara                           | Fabrizio Frizzi    | 37        |
| 1      | Ricordati di me e Grazie Roma - Antonello Venditti | Paolo Conticini    | 36        |
| 10     | Whenever, Wherever - Shakira                       | Silvia Salemi      | 36        |
| 9      | Pensiero d'amore - Mal                             | Clizia Fornasier   | 34        |
| 3      | Rumore - Raffaella Carrà                           | Roberta Lanfranchi | 21        |

Nota: la puntata è stata interamente dedicata agli alluvionati della Sardegna con una raccolta fondi.

Giudice ospite: Flavio Insinna

Ospiti: Kaspar Capparoni, Alessandro Bianchi (al telefono), Guido Tendas (al telefono)

### Seconda puntata
| Ordine | Canzone e cantante imitato                               | Concorrente        | Punteggio |
| ------ | -------------------------------------------------------- | ------------------ | --------- |
| 5      | Piccola e fragile - Drupi                                | Paolo Conticini    | 52        |
| 4      | Grace Kelly - Mika                                       | Roberta Lanfranchi | 43        |
| 10     | Musica ribelle - Eugenio Finardi                         | Giò Di Tonno       | 37        |
| 8      | Un'estate al mare - Giuni Russo                          | Silvia Salemi      | 35        |
| 7      | Tomorrow - Amanda Lear                                   | Amadeus            | 33        |
| 9      | True Colors - Cyndi Lauper                               | Clizia Fornasier   | 33        |
| 2      | Città vuota - Mina                                       | Serena Autieri     | 32        |
| 6      | Live and let die, My love e Hey Jude - Paul McCartney    | Fabrizio Frizzi    | 26        |
| 3      | Non vivo più senza te - Biagio Antonacci                 | Attilio Fontana    | 24        |
| 1      | La canzone dei puffi e Occhi di gatto - Cristina D'Avena | Fiordaliso         | 20        |

Ospiti: Luca e Paolo, Lillo e Greg e Francesco Mandelli, che hanno presentato, insieme a Christian De Sica (membro della giuria), il loro nuovo film Colpi di fortuna.

### Terza puntata
| Ordine | Canzone e cantante imitato                                           | Concorrente        | Punteggio |
| ------ | -------------------------------------------------------------------- | ------------------ | --------- |
| 10     | Vedrai, vedrai - Luigi Tenco                                         | Attilio Fontana    | 66        |
| 3      | Firenze (canzone triste) - Ivan Graziani                             | Giò Di Tonno       | 63        |
| 5      | Mi scappa la pipì, papà e Chi' chi' chi', co' co' co' - Pippo Franco | Amadeus            | 54        |
| 1      | Chitarra suona più piano - Nicola Di Bari                            | Paolo Conticini    | 45        |
| 2      | Like a prayer - Madonna                                              | Serena Autieri     | 42        |
| 9      | Because the night - Patti Smith                                      | Fiordaliso         | 38        |
| 4      | Believe - Cher                                                       | Silvia Salemi      | 34        |
| 7      | Dimmi come… - Alexia                                                 | Roberta Lanfranchi | 32        |
| 8      | Amore che vieni amore che vai - Fabrizio De André                    | Fabrizio Frizzi    | 31        |
| 6      | Smooth operator - Sade                                               | Clizia Fornasier   | 25        |

Giudice ospite: Leonardo Pieraccioni

### Quattordici punti dei giudici
| Puntata | Loretta Goggi | Cristian De Sica | Claudio Lippi | Giudice ospite                 |
| ------- | ------------- | ---------------- | ------------- | ------------------------------ |
| Prima   | Fiordaliso    | Fiordaliso       | Di Tonno      | Flavio Insinna: Di Tonno       |
| Seconda | Conticini     | Conticini        | Conticini     | -                              |
| Terza   | Fontana       | Amadeus          | Fontana       | Leonardo Pieraccioni: Di Tonno |

### Cinque punti dei concorrenti
| Puntata | Amadeus    | Autieri    | Conticini | Di Tonno  | Fiordaliso | Fontana    | Fornasier  | Frizzi     | Lanfranchi | Salemi     |
| ------- | ---------- | ---------- | --------- | --------- | ---------- | ---------- | ---------- | ---------- | ---------- | ---------- |
| Prima   | Di Tonno   | Fiordaliso | Di Tonno  | Amadeus   | Frizzi     | Fiordaliso | Fiordaliso | Fiordaliso | Salemi     | Fiordaliso |
| Seconda | Conticini  | Fornasier  | Frizzi    | Conticini | Salemi     | Fornasier  | Lanfranchi | Lanfranchi | Fiordaliso | Lanfranchi |
| Terza   | Lanfranchi | Fornasier  | Di Tonno  | Conticini | Fontana    | Amadeus    | Fontana    | Di Tonno   | Amadeus    | Fontana    |

### Classifica finale
| Posizione | Concorrente        | Punti totali |                           | % Televoto |
| --------- | ------------------ | ------------ | ------------------------- | ---------- |
| 1°        | Attilio Fontana    | 138          | Accede al televoto finale | 35,6%      |
| 2°        | Giò Di Tonno       | 161          | Accede al televoto finale | 25,9%      |
| 3°        | Amadeus            | 127          | Accede al televoto finale | 20,2%      |
| 4°        | Paolo Conticini    | 133          | Accede al televoto finale | 9,6%       |
| 5°        | Fiordaliso         | 137          | Accede al televoto finale | 8,8%       |
| 6°        | Serena Autieri     | 112          |                           |            |
| 7°        | Silvia Salemi      | 105          |                           |            |
| 8°        | Roberta Lanfranchi | 96           |                           |            |
| 9°        | Fabrizio Frizzi    | 94           |                           |            |
| 10°       | Clizia Fornasier   | 92           |                           |            |

### Mission Impossible di Gabriele Cirilli
Proseguendo con lo schema dell'appena conclusasi terza edizione del programma, Gabriele Cirilli si è esibito anch'egli settimanalmente, senza gareggiare con gli altri concorrenti.
| Puntata | Esibizione                               | Esito          | Note |
| ------- | ---------------------------------------- | -------------- | --- |
| Prima   | Mamma mia - ABBA                         | Prova superata | Così come per l'esibizione dei Ricchi e Poveri, dei Bee Gees e dei Beatles, Gabriele Cirilli si è esibito interpretando dal vivo Agnetha Fältskog, mentre le interpretazioni (registrate in precedenza) di Björn Ulvaeus, Benny Andersson e Anni-Frid Lyngstad sono state trasmesse in contemporanea per permettergli di interpretare i quattro componenti del gruppo contemporaneamente. |
| Seconda | Un corpo e un'anima - Wess e Dori Ghezzi | Prova superata | Così come per l'esibizione di Al Bano e Romina Power, Gabriele Cirilli è stato truccato e vestito letteralmente a metà: durante i pezzi di Wess veniva inquadrato da sinistra (la parte truccata come Wess), mentre durante i pezzi di Dori Ghezzi veniva inquadrato da destra (la parte truccata come Dori).                                                                             |
| Terza   | Un amore così grande - I Tre Tenori      | Prova superata | In questa esibizione Gabriele Cirilli ha interpretato soltanto Luciano Pavarotti (che, peraltro, già aveva interpretato nella seconda puntata della prima edizione del programma); José Carreras è stato interpretato dal conduttore del programma Carlo Conti, mentre Plácido Domingo è stato interpretato dall'ospite della serata Leonardo Pieraccioni.                                |

## Ascolti
| Puntata | Messa in onda    | Telespettatori | Share  |
| ------- | ---------------- | -------------- | ------ |
| 1       | 22 novembre 2013 | 6 650 000      | 27,41% |
| 2       | 29 novembre 2013 | 6 916 000      | 28,70% |
| 3       | 6 dicembre 2013  | 7 181 000      | 30,01% |
| Media   | Media            | 6 916 000      | 28,71% |